# مهدي أباد (زرين غل)
مهدي أباد (بالفارسية: مهدی‌آباد) هي قرية تقع في إيران في قسم زرین غل الریفي. يقدر عدد سكانها بـ 2,748 نسمة .